# José Bernardo de Figueiredo
José Bernardo de Figueiredo, primo ed unico barone di Alhandra (Pernambuco, 1805 – San Pietroburgo, 1º marzo 1887), è stato un medico e diplomatico brasiliano, ambasciatore plenipotenziario in diverse nazioni e, in più di un'occasione, inviato del suo governo all'estero.

## Biografia
Figlio del brigadiere generale Bernardo Joaquim de Figueiredo e Isabel de Sousa, si laureò in medicina presso l'Università di Parigi e quindi tornò in Brasile, dove - poco dopo il suo arrivo - sposò Ana Amelia Tempio Forster, che sarebbe mancata a San Pietroburgo nel 1884, qualche anno prima del marito.
Nel 1835, entrò nei ranghi della diplomazia brasiliana, nella quale servì per oltre cinquant'anni. Durante la sua permanenza nello Stato Pontificio ricevette i gradi di cavaliere di gran croce dell'ordine di Cristo e dell'ordine di San Gregorio Magno; venne anche insignito in Russia dell'ordine di Sant'Anna ed in Portogallo della commenda dell'ordine militare di Cristo.
Già nobile della casa imperiale per nascita, gli venne conferito (con decreto imperiale dell'11 gennaio 1873), il titolo di barone di Alhandra in Paraíba. Fu socio dell'Istituto storico e geografico brasiliano.
Deceduto in Russia, durante una missione ufficiale, venne sepolto nel cimitero cattolico di Vyborg, accanto alla tomba della moglie.